# Monteverde (Costa Rica)
Pour les articles homonymes, voir Monteverde.
Monteverde est une localité et un centre touristique important du Costa Rica, situé dans le canton de Monteverde (es) province de Puntarenas.
Bien que le nom de son canton créé en 2022 à partir du canton de Puntarenas soit Monteverde, son chef-lieu est Santa Elena.

## Histoire
Bien que la région soit habitée depuis plus de 2 000 ans, la localité appelée aujourd'hui Monteverde a été fondée par des quakers venant des États-Unis dans les années 1950, objecteurs à la conscription durant la guerre de Corée. Ces quakers choisirent Monteverde pour son climat frais, propice à l'élevage, et pour la constitution non-violente du Costa Rica, un pays sans armée.
Les quakers ont entretenu de grands espaces, qu'ils transformèrent finalement en une réserve nommée réserve biologique Bosque Nuboso Monteverde. Cette réserve est devenue une importante attraction touristique, tout comme le Monteverde Nature Center (en).

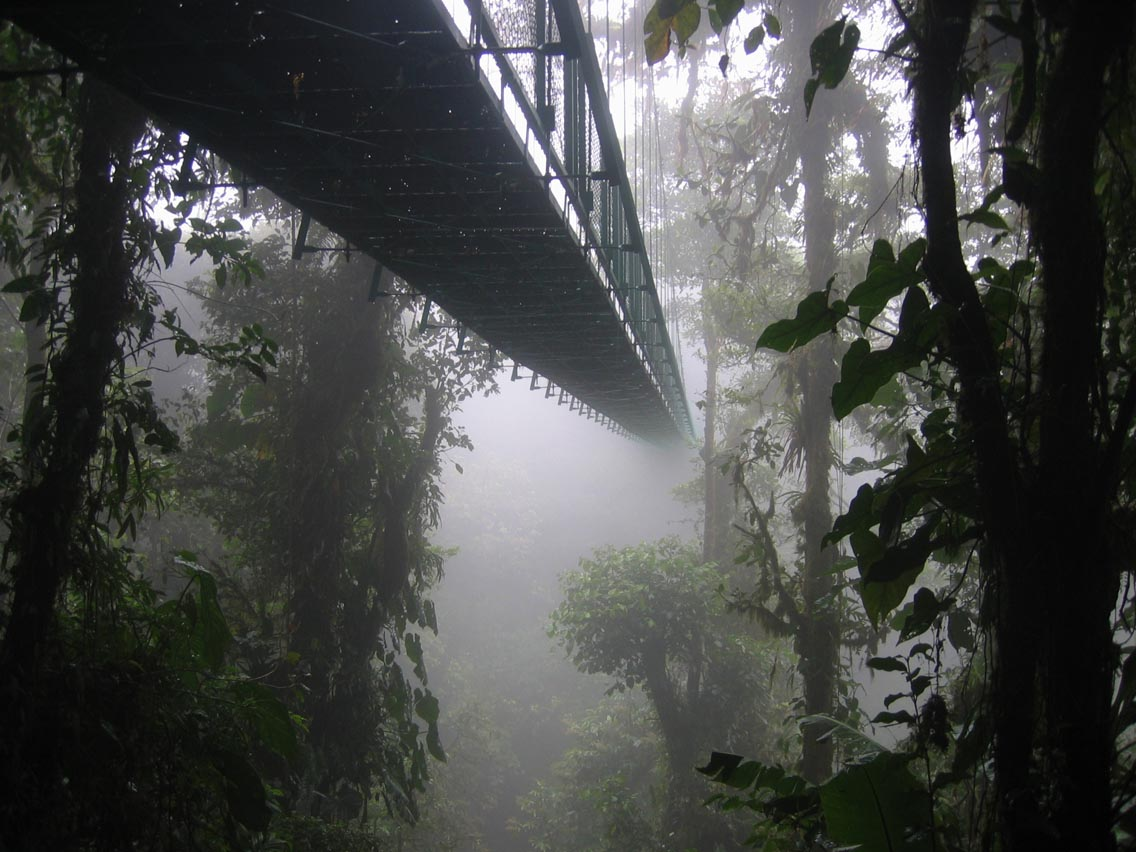
Pont suspendu, attraction touristique.